# Österreichische Zeitschrift für Kunst und Denkmalpflege
Die Österreichische Zeitschrift für Kunst und Denkmalpflege (ÖZKD) ist eine österreichische Fachzeitschrift (ISSN 0029-9626). Sie besteht seit 1947. Sie wird vom Bundesdenkmalamt herausgegeben und erscheint vierteljährlich.